# Centro Regional de Investigaciones Antropológicas
El Centro Regional de Investigaciones Antropológicas es el sitio donde se preservan todos los objetos descubiertos en investigaciones por el Instituto Hondureño de Antropología e Historia (IHAH). Es una dependencia del IHAH y se encuentra en su propiedad.

## Inventario
El CRIA cuenta con más de 20 mil piezas rescatadas en las diferentes áreas de investigación arqueológica en Honduras.
En 2014 dos profesores de la Universidad de Harvard presentaron planos para la construcción de tres museos de alta seguridad que serían construidos en Roatán, Gracias y Copán. Que se sumarían a los museos ya existentes.
Se estima que se necesitan por construir por lo menos 20 museos para exponer todas estas piezas que forman parte del desarrollo e historia de lo que hoy es Honduras. Hasta la fecha Honduras no cuenta con un tan solo museo nacional.